# 2123 Vltava
2123 Vltava è un asteroide della fascia principale del diametro medio di circa 14,42 km. Scoperto nel 1973, presenta un'orbita caratterizzata da un semiasse maggiore pari a 2,8597797 UA e da un'eccentricità di 0,0746513, inclinata di 1,01024° rispetto all'eclittica.
L'asteroide è dedicato al fiume della Repubblica Ceca Moldava.